# إيري موراكاوا
إيري موراكاوا (بالكانا:むらかわ えり) هي ممثلة يابانية، ولدت في 4 أكتوبر 1987 بأوساكا في اليابان.

## وصلات خارجية
- إيري موراكاوا على موقع IMDb (الإنجليزية)
- إيري موراكاوا على موقع قاعدة بيانات الفيلم (الإنجليزية)